# Banque centrale du Monténégro
La Banque centrale du Monténégro (en monténégrin Centralna Banka Crne Gore, CBCG) est la banque centrale du Monténégro. Le Monténégro n'émet pas sa propre monnaie et a adopté unilatéralement l'euro en 2002. La mission déclarée de la banque centrale est d'établir et de maintenir un système bancaire et une politique monétaire solides.

## Histoire
La Banque centrale du Monténégro a été créée par le Parlement du Monténégro en novembre 2000, lorsque le Monténégro était une république fédérée de la République fédérale de Yougoslavie. Avec sa création, la République du Monténégro s'est dotée d'une autorité indépendante responsable de la politique monétaire, de la mise en place et du maintien d'un système bancaire solide et d'un système de paiement efficace.
La Banque centrale du Monténégro ne participe pas au Système européen de banques centrales ni aux réunions de la Banque centrale européenne (BCE). Elle suit en revanche la politique de la BCE, faisant de cette dernière la banque centrale de facto du Monténégro à des fins de politique monétaire. L'un des principaux objectifs affichés de la Banque centrale du Monténégro est l'adhésion du pays à la zone euro. Le Monténégro ne frappe, n'émet et n'imprime pas de pièces ou de billets en euros et les importe d'autres pays qui font partie de la zone euro.
En 2023, la Banque centrale du Monténégro est chargée par le gouvernement monténégrin de créer, avec la société Ripple, une monnaie numérique.

## Liste de gouverneurs
Le poste de gouverneur a été créé après l'indépendance du Monténégro en 2006. Le titulaire du poste est confirmé par un vote au Parlement.
| Rang | Nom             | Mandat                        |
| ---- | --------------- | ----------------------------- |
| 1er  | Ljubiša Krgović | Mars 2001 – novembre 2010     |
| 2e   | Radoje Žugić    | Novembre 2010 – Décembre 2012 |
| 3e   | Milojica Dakić  | Janvier 2013 – octobre 2016   |
| 4e   | Radoje Žugić    | Octobre 2016 – décembre 2023  |
| 5e   | Irena Radović   | Depuis le 15 décembre 2023    |